# Psychotria muschleriana
Psychotria muschleriana är en måreväxtart som beskrevs av Kurt Krause. Psychotria muschleriana ingår i släktet Psychotria och familjen måreväxter. Inga underarter finns listade i Catalogue of Life.